# Ratusz we Wrocławiu

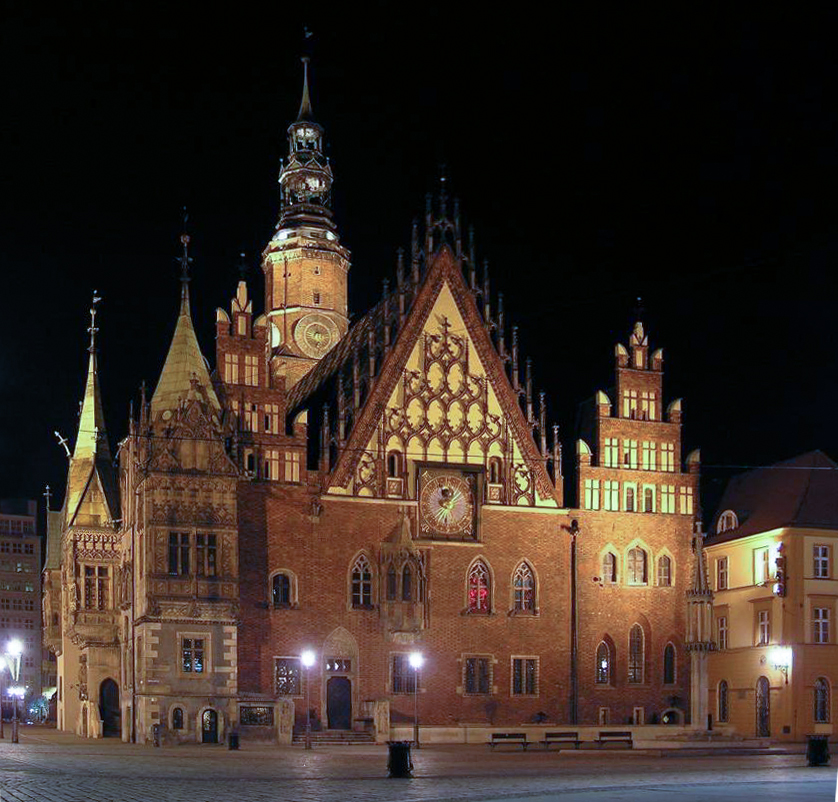
Nocna iluminacja Ratusza

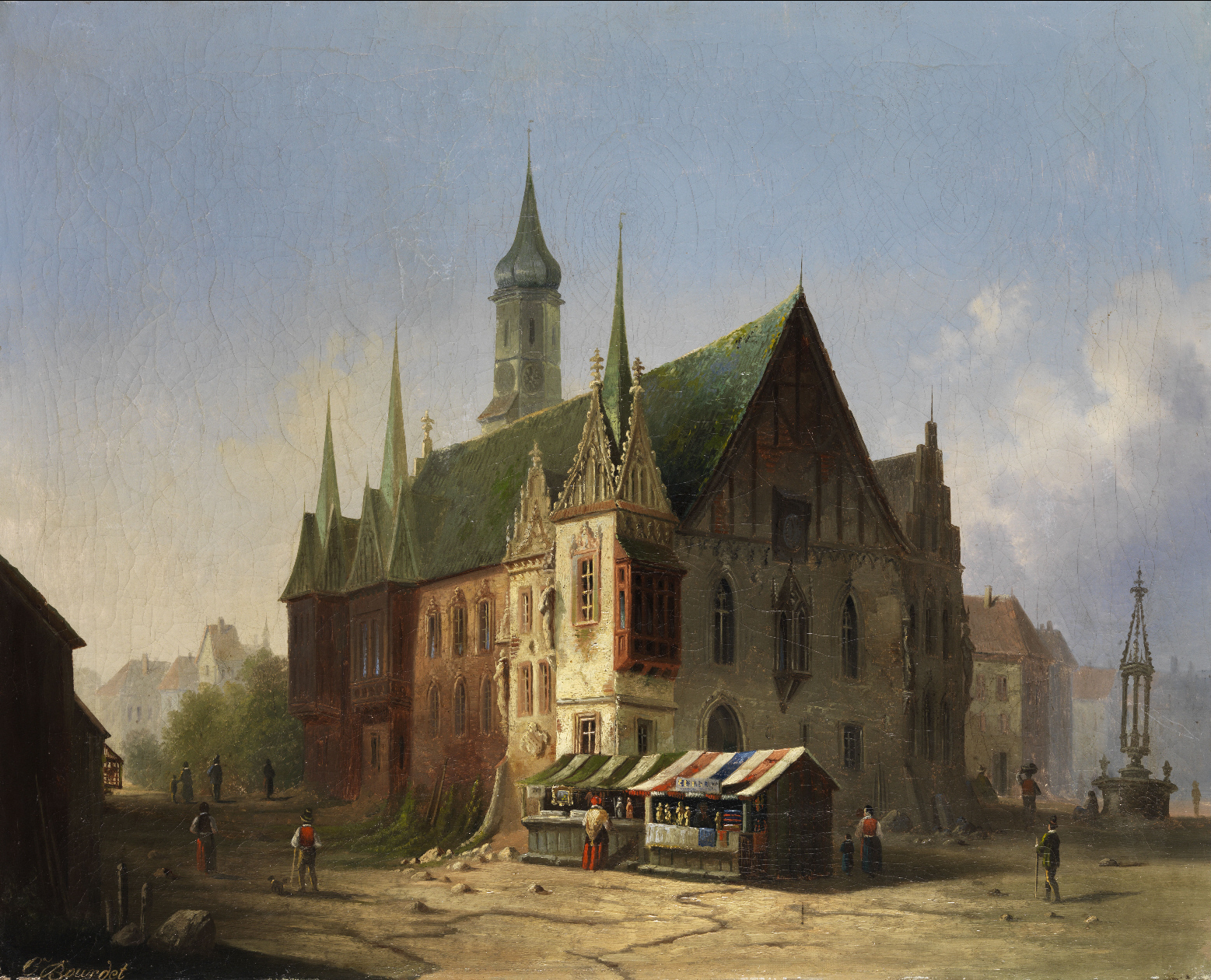
Stary ratusz około roku 1800

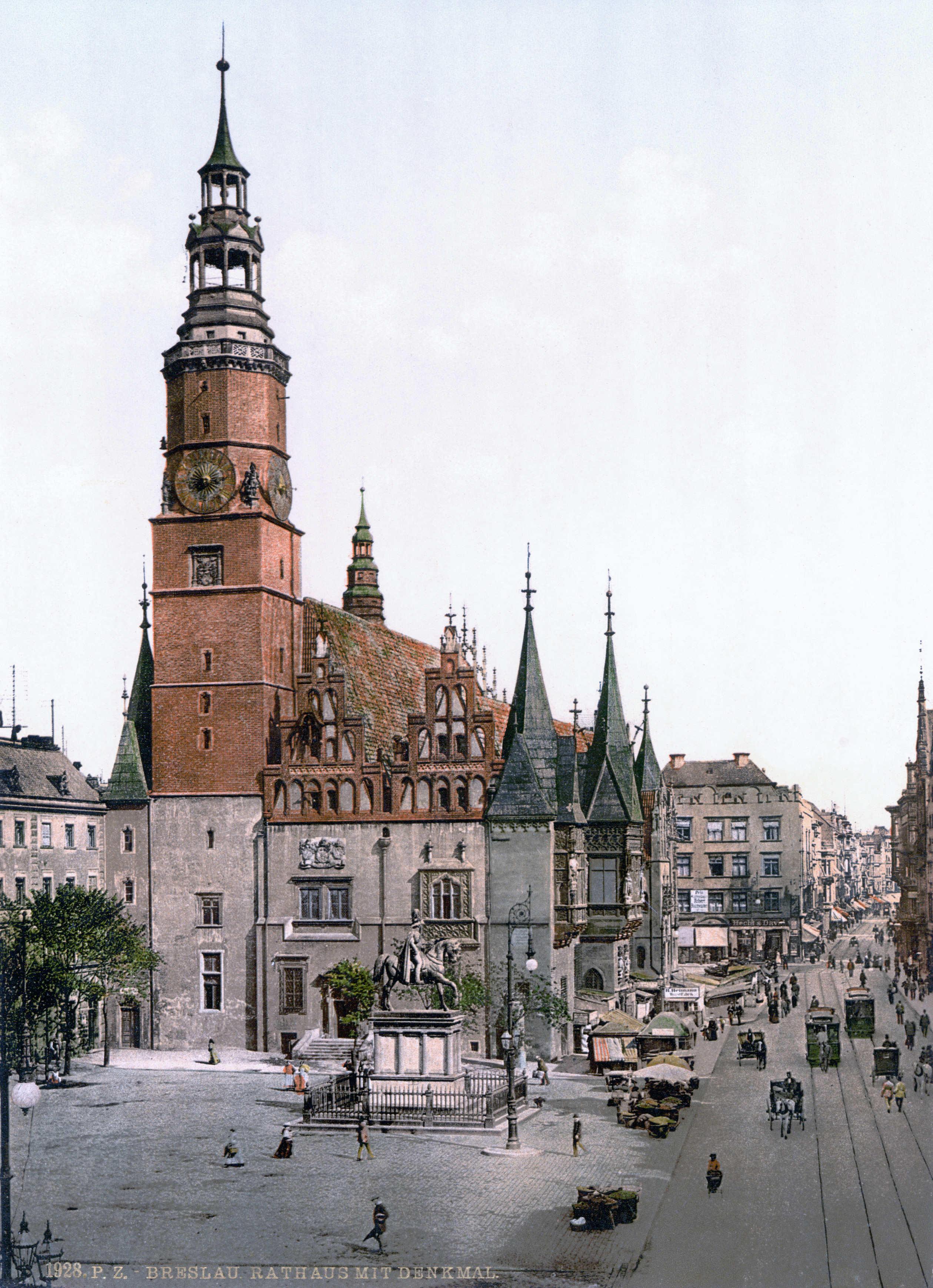
Elewacja zachodnia po przebudowie przez K. Lüdeckego

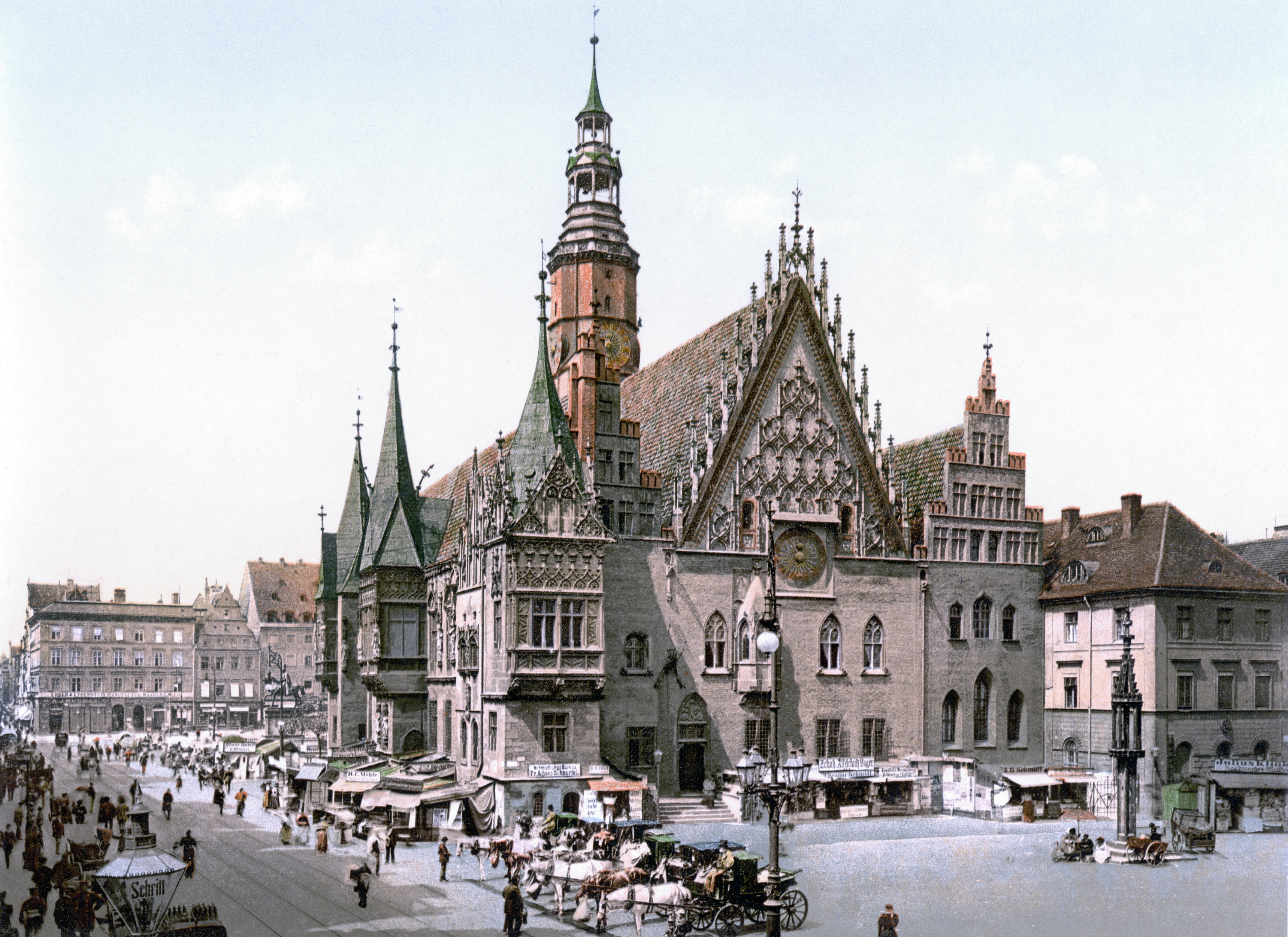
Stary Ratusz około 1900

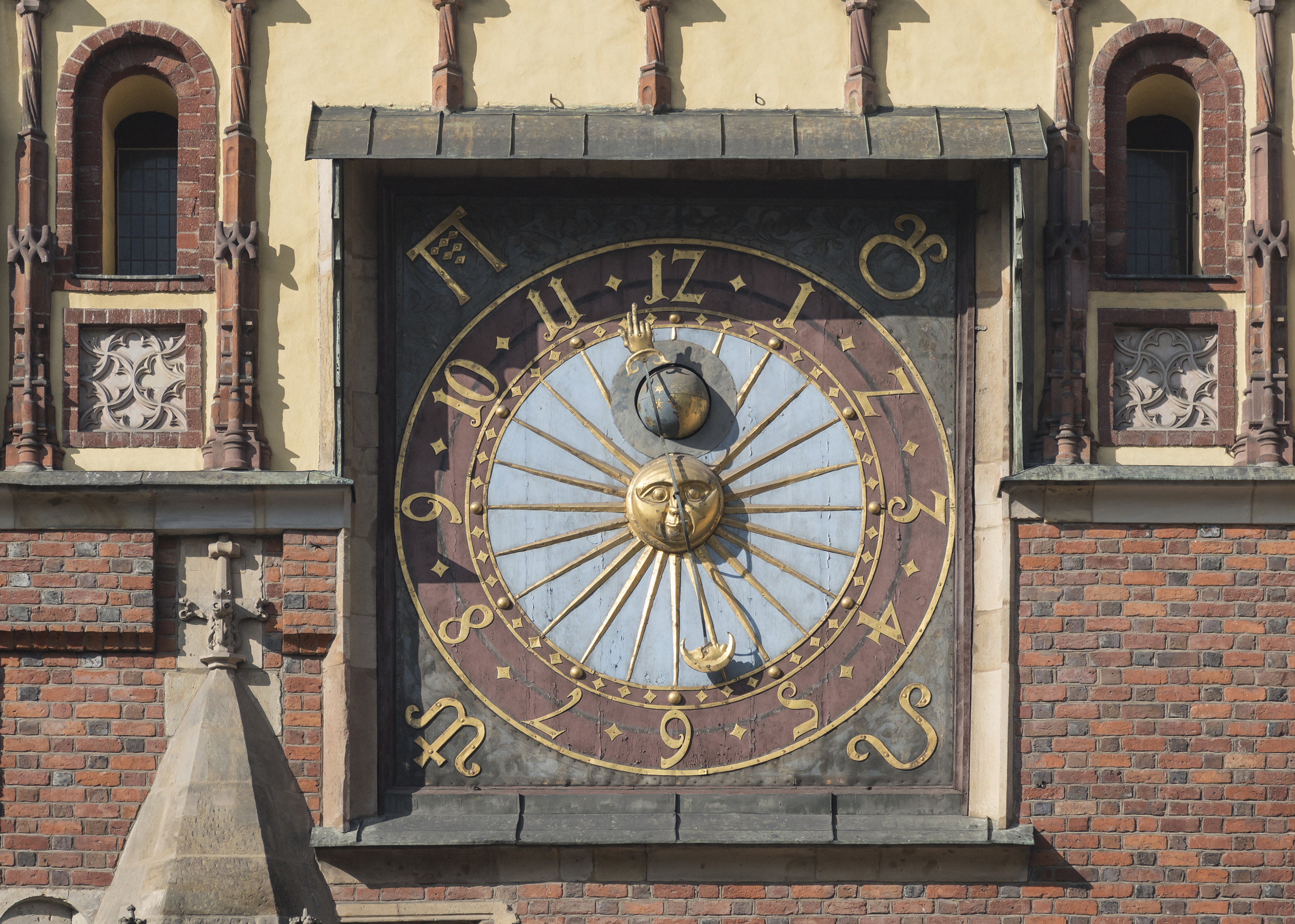
Zegar astronomiczny w elewacji wschodniej

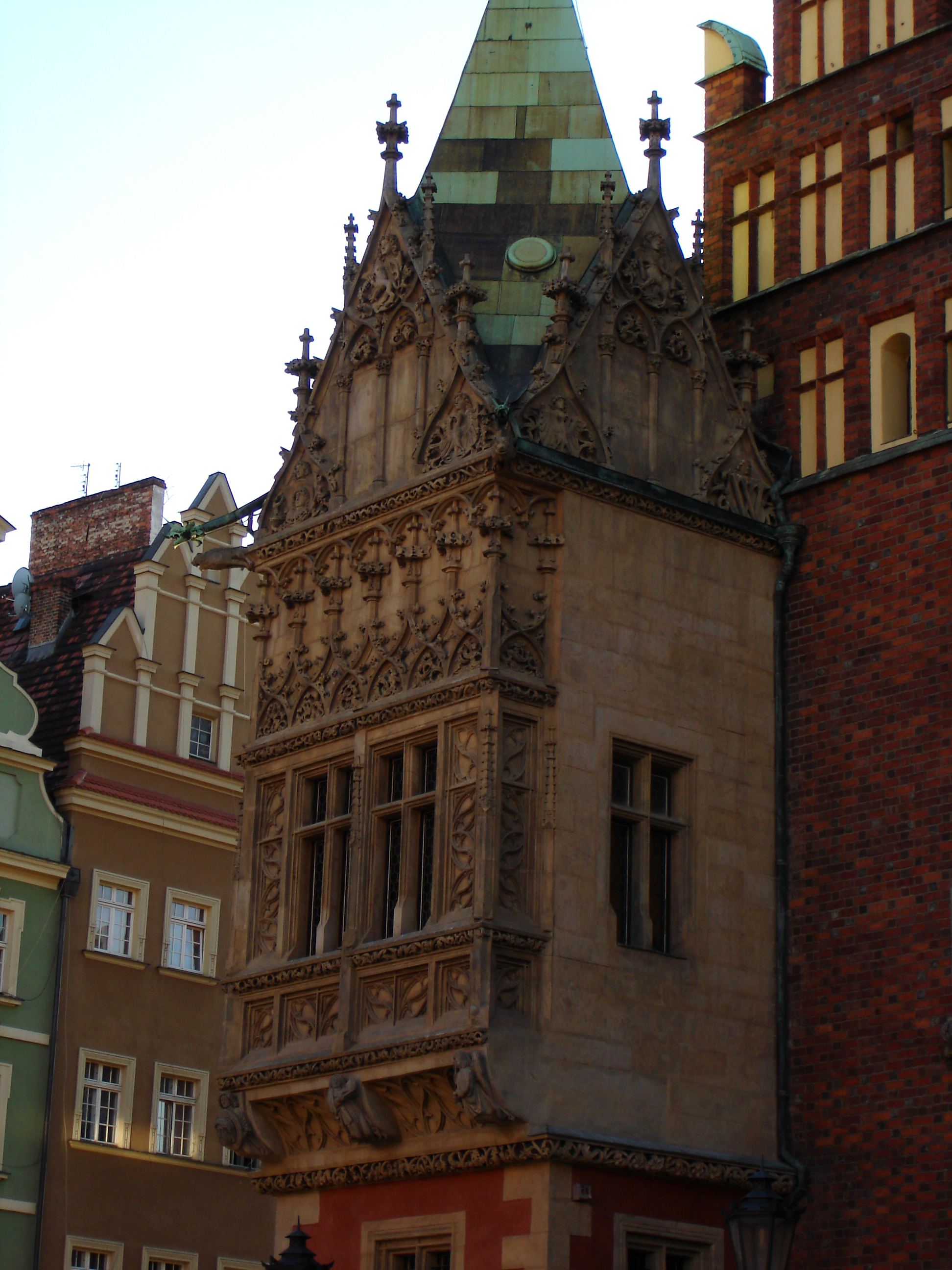
Piętro (wykusz) ryzalitu południowo-wschodniego

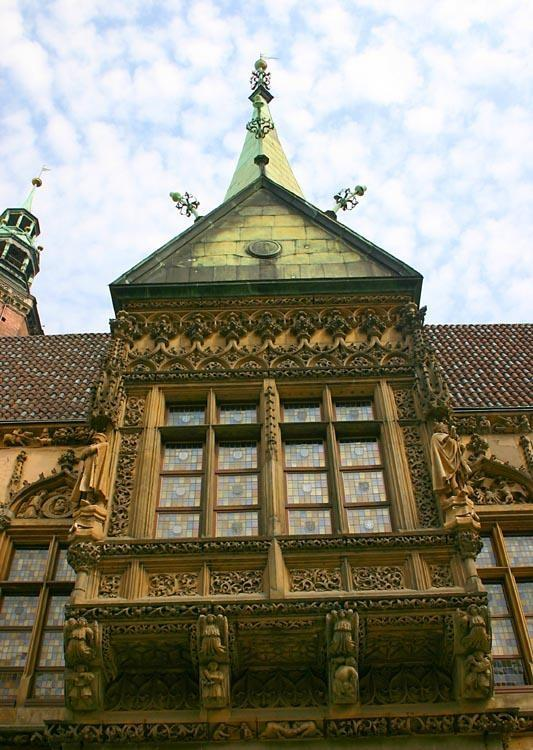
Piętro (wykusz) ryzalitu środkowego

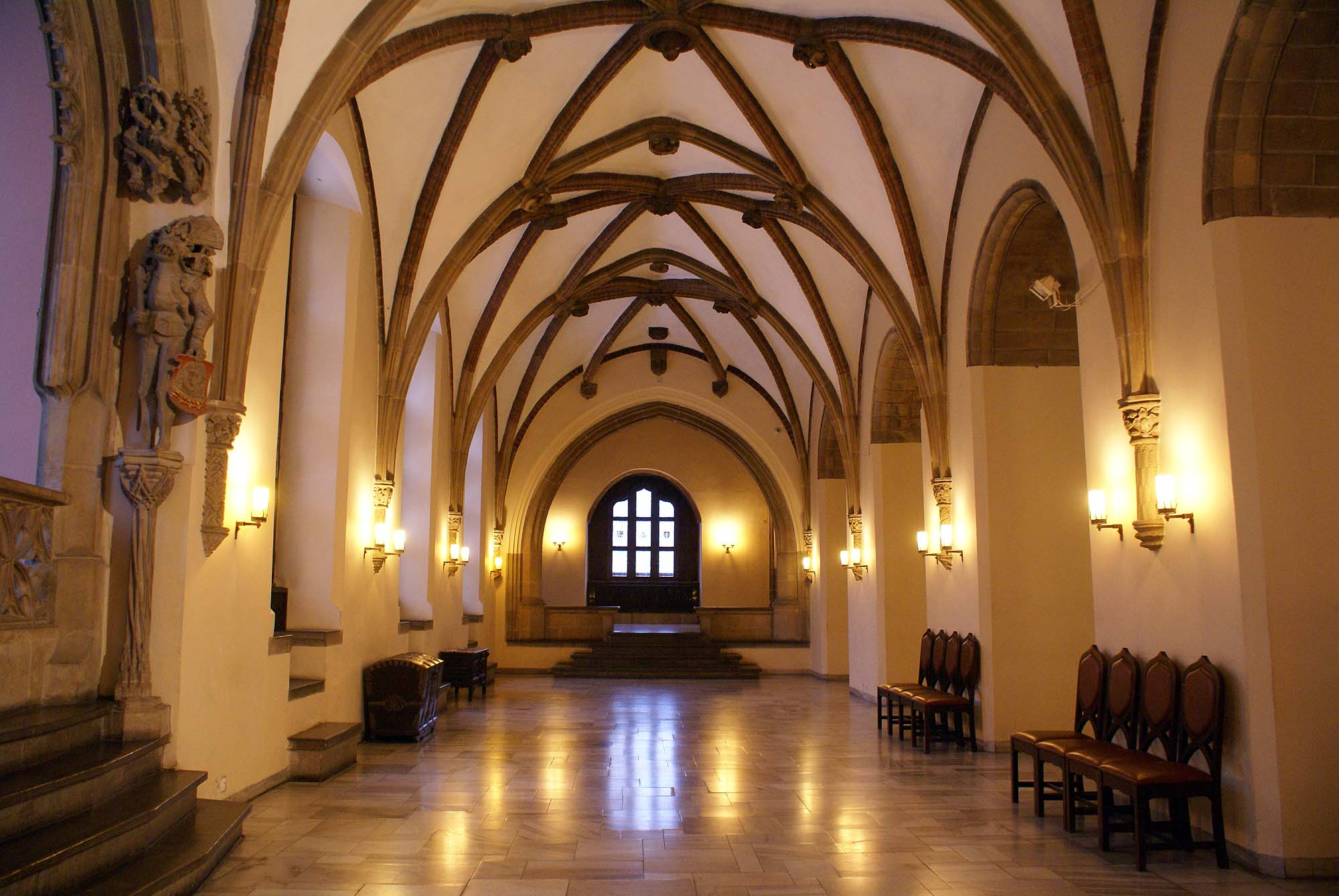
Wnętrze ratusza

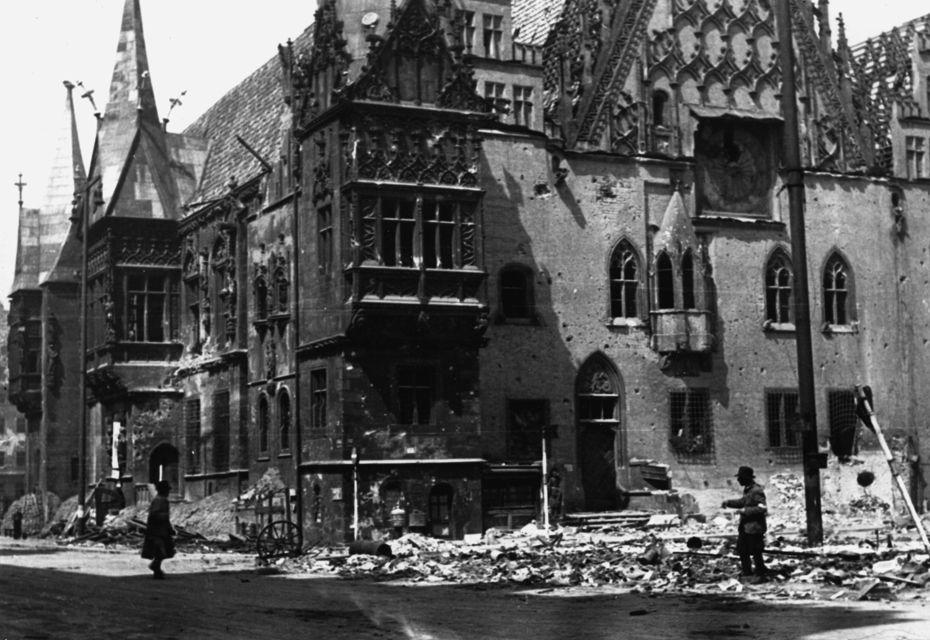
Stary Ratusz w roku 1945

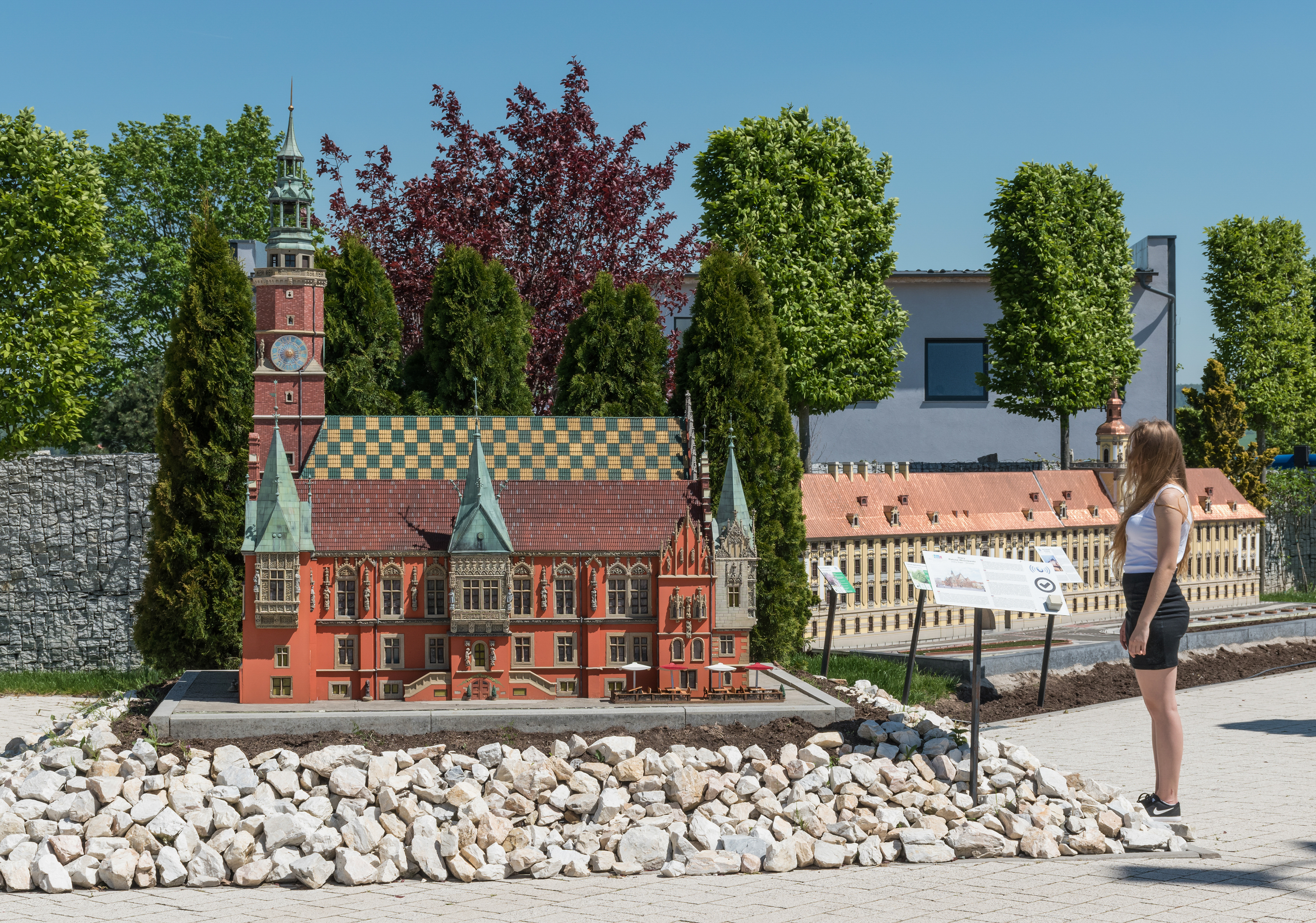
Ratusz w Parku Miniatur „Minieuroland” w Kłodzku

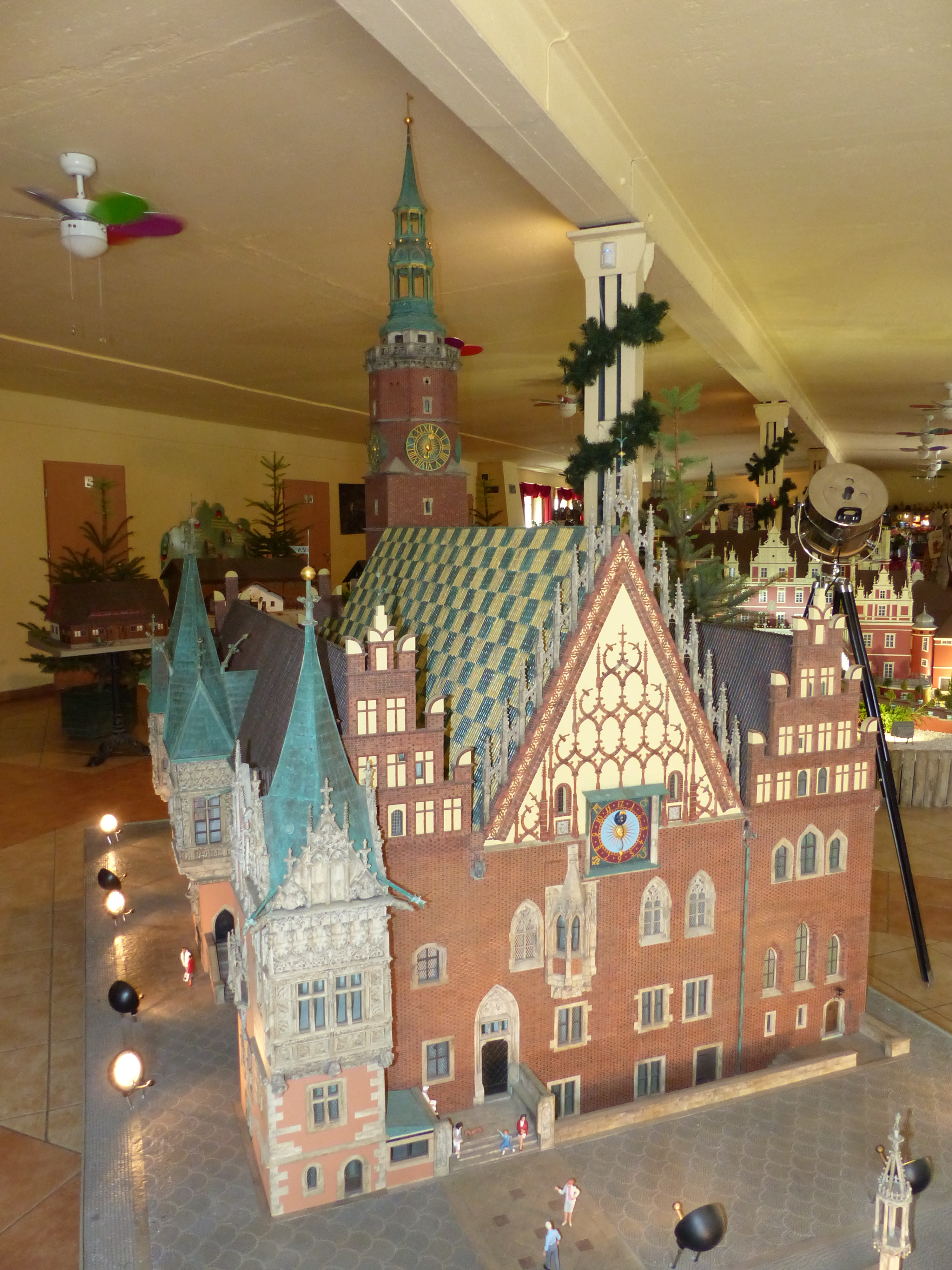
Ratusz w Parku Miniatur Zabytków Dolnego Śląska w Kowarach

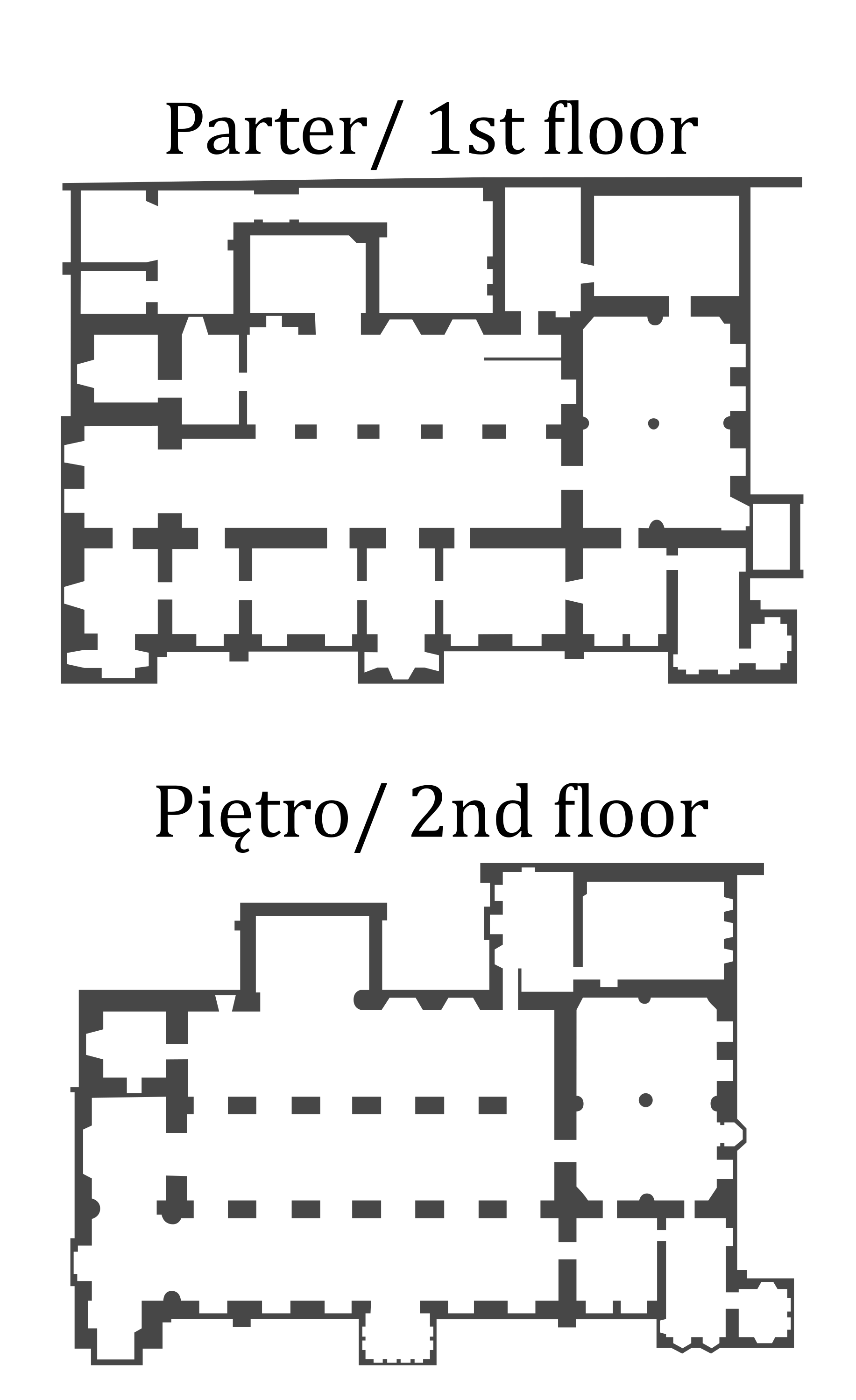
Plan Ratusza

Stary Ratusz we Wrocławiu – późnogotycki budynek na wrocławskim Rynku, jeden z najlepiej zachowanych historycznych ratuszy w Polsce, zarazem jeden z głównych zabytków architektonicznych Wrocławia.
Ratusz znajduje się w południowo-wschodnim narożu bloku śródrynkowego (tretu). Dwukondygnacyjny, podpiwniczony, trójtraktowy budynek na planie wydłużonego prostokąta z wieżą i kilkoma przybudówkami powstał w kilku etapach budowlanych na przestrzeni około 250 lat (od schyłku XIII w. aż po wiek XVI).
Współcześnie ratusz mieści oddział wrocławskiego Muzeum Miejskiego – Muzeum Sztuki Mieszczańskiej, stanowiąc niejako jego główny eksponat. 
W piwnicach Ratusza znajduje się Piwnica Świdnicka, jeden z najstarszych lokali gastronomicznych w Europie.

## Historia
Historia powstania ratusza, zwłaszcza w odniesieniu do najstarszych faz budowy, opiera się na porównaniu źródeł pisanych i oględzin wątku murów, przemurowań itd. i jest nieco różnie interpretowana przez różnych autorów. Przedstawiona poniżej wersja opiera się na badaniach dokonanych po II wojnie światowej.

### Stary Ratusz
Ratusz nie był pierwszym budynkiem na Rynku (miano to przysługuje Domowi Kupców). Początkowo w lokowanym kilkakrotnie w XIII w. Wrocławiu zapewne nie był potrzebny specjalny budynek dla pięcioosobowej rady miejskiej oraz jedenastoosobowej ławy, które w przeciwieństwie do dziedzicznego wójta posiadała tylko ograniczone kompetencje. Radę wybrano prawdopodobnie po raz pierwszy w 1261. Nie jest pewne, gdzie zbierała się rada miejska, jednak pewnej wskazówki udziela tradycyjna nazwa kamienicy Rynek 30, Altes Rathaus (Stary Ratusz), po raz pierwszy wzmiankowana w roku 1672. Kamienica ta znajduje się we wschodniej pierzei Rynku, naprzeciw stanowiącego niegdyś plac sądowy południowo-wschodniego jego narożnika. Zapewne był to jeden z pierwszych murowanych domów w Rynku, w którym rada wynajmowała izbę na posiedzenia

### Consistoriumz XIII w.
Najstarsza część Ratusza powstała, jak wnioskuje się ze źródeł pisanych, do roku 1299, kiedy to wypłacono wynagrodzenie budowniczym Martinusowi i Albericusowi (Marcinowi i Alberykowi) oraz zanotowano wpłatę za jednorazowe wynajęcie budynku sukiennikom. Dwa lata później kolejny rachunek poświadcza zapłatę za drobne prace wykończeniowe w piwnicy. Ta najstarsza część budynku, określana wówczas jako consistorium, jest obecnie niemal całkowicie wchłonięta przez dalsze etapy budowlane i jako taka niewidoczna z zewnątrz. Składała się z dwutraktowej parterowej podpiwniczonej hali, nakrytej stropem (obecnie środkowy odcinek północnego i środkowego traktu) oraz przylegającej od zachodu wieży Budynek był wolno stojący, od północy znajdowało się przejście między nim a Domem Kupców, wejście zaś było zapewne po stronie południowej. Poza zgromadzeniami mieszczan posiadał funkcję handlową.

### Praetoriumz XIV w.
W 1326 miasto wykupiło od potomków dziedzicznego wójta 3/4 jego praw, zaś w 1329 dalszą ćwierć, dzięki czemu rada pełniła jednocześnie obowiązki wójta. Zwiększone kompetencje i prestiż wywołały konieczność budowy nowej siedziby dla rady.
Już w latach 1328-1333 w sąsiedztwie consistorium (przy jego północno-wschodnim narożniku) zbudowano drugi, znacznie mniejszy budynek praetorium, tak że dotychczasowy plac sądowy z pręgierzem był otoczony od zachodu i północy budynkami, zaś luka dzieląca consistorium od Domu Kupców została zamknięta. Nad głębiej posadowioną i ukończoną wedle zapisków w 1332 piwnicą praetorium zbudowano suterenę z przejściem na powstały między consistorium a Domem Kupców dziedziniec. Z tego przejścia dostępne były cele więzienne, służące jako swego rodzaju areszt śledczy. W kolejnej kondygnacji wysokiego parteru znajdowała się izba rady miejskiej z trzema lancetowatymi oknami. Ta murowana w tzw. wątku romańskim część budynku stanowi obecnie aneks północno-wschodni ratusza i jest widoczna jako północny odcinek elewacji wschodniej. Zespół dwóch budynków zyskał odtąd rangę ratusza, całość była określana zaś jako praetorium lub novus domus

### Izba Sądowa i nadbudowa piętra w XIV w.
W latach 1343–1357 zbudowano na placu sądowym jednofilarową Izbę Sądową, przylegającą od południa do budynku rady i od wschodu do consistorium. Na piętrze zbudowano kaplicę z wykuszem przeznaczonym na ołtarzyk. 13 marca 1345 biskup wrocławski Przecław z Pogorzeli wyraził zgodę na urządzenie kaplicy. Zapewne w tym samym czasie nadbudowano piętro nad dawnym dwutraktowym consistorium oraz nad salą rady miejskiej. Wieżę podniesiono o kilka metrów i nakryto wysokim ośmiobocznym hełmem z galeryjką, a zatem podobnym jak obecne zrekonstruowane hełmy katedry. Hełm otoczony był balustradą nad murowaną częścią wieży.
W początku XV w. dwukrotnie władzę w Ratuszu przejęto siłą: 13 września 1406 na Ratusz napadli patrycjusze, zaś 18 lipca 1418 został on zajęty przez plebejuszy, który ścięli burmistrza oraz pięciu ławników.

### Rozbudowa w XV-XVI w.
Od lat 70. XV w. do 1504 w kilku etapach budowlanych powiększono ratusz od południa, zwiększając jego powierzchnię o połowę i nadając całości bardziej reprezentacyjny charakter. Korzystano zasadniczo z form schyłkowego gotyku, jednak przyjmując już pewne elementy renesansowe. Mistrz kamieniarski Hans Berthold z Peterem Franczke wznieśli do ok. 1480 trakt południowy (wiadomo, że w 1480 ukończono jego piwnice), a Peter Preusse z Bricciusem Gauske – trzy ryzality przyległe od tej strony, z bogato zdobionymi partiami piętra, nadwieszonymi w formie wykuszy.
Trakt środkowy i północny uzyskały w tym czasie wspólny dach i wysoki, bogato zdobiony szczyt ze sterczynami od strony wschodniej. Południowy trakt oraz aneks północno-wschodni przekryto osobnymi, niższymi dachami. Od strony wschodniej wyposażono je w niższe szczyty ceramiczne, tak że wraz z wysokim szczytem środkowym całości nadano wrażenie symetrii. Elewacje ratusza otynkowano i pokryto w 1510 dekoracją malarską, której resztki widoczne były do lat 80. XIX w., a w 1528 pojawiły się renesansowe portale Sali Sądowej i Izby Rady. 18 października 1536 umieszczono na wieży ratuszowej nowy pięciopolowy herb miasta. W 1548 od strony dziedzińca powiększono aneks północno-wschodni. W jego nowej części umieszczono na parterze kancelarię rady, a na piętrze kancelarię ławy z renesansowym wykuszem skierowanym na dziedziniec.
9 października 1550 umieszczono w wieży zegar z pozytywką, brzmiący w pełne godziny i co pół godziny. Nie wiadomo, jakie były dalsze losy zegara, gdyż już w 1558 gotycki dach hełmowy wieży rozebrano (roboty rozpoczęto 1 czerwca tegoż roku), zaś do lipca 1559 wieżę podwyższono i nakryto istniejącym do dziś hełmem renesansowym. Bardzo podobne hełmy powstały na wieżach Fary Magdaleńskiej, a inny renesansowy hełm zbudowano na szczycie wieży Fary Elżbietańskiej. Ponadto dachy ratusza oraz obu kościołów farnych posiadały pokrycie o szachownicowym, zielono-czerwonym wzorze.
24 lipca 1580 wprawiono w ruch zegar w elewacji wschodniej.

### Przebudowy i uzupełnienia XVII i XVIII w.
W 1615 zarządzono przeniesienie kramów kuśnierzy z sali mieszczańskiej na piętro Smatruza. Rok później Valentin von Säbisch przesklepił salę mieszczańską i podzielił parter południowego traktu na kilka pomieszczeń, urządzając tam posterunek straży miejskiej; dodane wówczas zostały w niektórych pomieszczeniach i na zachodniej elewacji wczesnobarokowe portale. Wkrótce w wyburzonej później dobudówce na północ od wieży i głównego korpusu umieszczono mieszkanie kanclerza rady miejskiej, do którego obowiązków należało przechowywanie nocą kluczy do bram miejskich. W 1680 przebudowano i poszerzono schody prowadzące z dawnej Sali Sądowej do Sali Wielkiej (zwanej później nieściśle Refektarzem) na piętrze.
Po przejęciu Wrocławia przez Prusy wojsko przejęło niemal cały parter ratusza na swoje potrzeby. W 1778 batalion gwardyjski koszarował ponadto przez jakiś czas w Sali Wielkiej na piętrze. Zwiększone obciążenie spowodowało powstanie zarysowań w sklepieniach.

### Przebudowy i renowacje
Od 1808 rada miejska nie obradowała w ratuszu, który był technicznie przestarzały i nie odpowiadał potrzebom nowoczesnej administracji miejskiej po zniesieniu feudalnych praw miejskich. Rada miejska wynajmowała różne pomieszczenia, a w latach 60. XIX w. rajcy przenieśli się do położonego nieopodal Nowego Ratusza.
Ratusz znajdował się w tym czasie w złym stanie, przez długie lata był zaniedbany i dość przypadkowo podzielony na mniejsze pomieszczenia kancelaryjne. Jego elewacje obudowano wieńcem bud przekupniów, tynki w dużej części odpadły, zaś szczyt elewacji wschodniej utracił sterczyny.
Większej renowacji doczekał się ratusz w końcu XIX w. Przeprowadził ją w latach 1884-1891 Karl Lüdecke, który wzniósł w miejscu mieszkania kanclerza nową paradną klatkę schodową i zrekonstruował sterczyny w elewacji wschodniej. Najskromniejsza elewacja zachodnia została ozdobiona fantazyjnymi pseudogotyckimi ażurowymi szczytami, niemającymi historycznego pierwowzoru w ratuszu.
W latach 1934–1936 Rudolf Stein przeprowadził kolejną renowację. Na piętrze wyburzono pozostałe ściany działowe w południowym trakcie, przywracając Sali Wielkiej formę trójnawową. Zbudowano nowe posadzki, otynkowano elewację wschodnią, zaś po stronie południowej zbudowano nowe schody wejściowe do środkowego ryzalitu, rekonstruując rozwiązanie istniejące do około 1800. Usunięto też prawie wszystkie budy przekupniów otaczające ratusz – pozostała jedna przy ryzalicie południowo-wschodnim, w której mieści się dziś kiosk z pamiątkami.
W ostatnich dniach II wojny światowej wobec poważnych zniszczeń okolicy, ratusz doznał umiarkowanych uszkodzeń: przede wszystkim sklepienie piętra przebiła bomba lotnicza (nie eksplodowała jednak). W latach 1949–1953 ratusz w pełni odremontowano pod kierownictwem Marcina Bukowskiego, skuwając tynki z elewacji wschodniej i przelicowując ją. Zmieniono też boczne szczyty wschodnie i oba szczyty zachodnie, te ostatnie w znacznym stopniu, rekonstruując ich pierwotny kształt. Elewację południową ponownie otynkowano, wykonując bardzo grubą warstwę tynku, wystającą przed lico narożnych klińców. Uszkodzoną więźbę z czasów renowacji Lüdeckego zastąpiono w latach 1972-1973 nową, o konstrukcji stalowej.
W końcu lat 80. XX wieku przeprowadzono renowację elewacji ratusza, obejmującą oczyszczenie detali kamieniarki. Mimo stosunkowo dobrego stanu budynku na pocz. XXI w. ponownie odnowiono elewacje, uzupełniając pozostające od II wojny światowej ubytki kamieniarki i nadając głównemu szczytowi barwę żółtą, a elewacji południowej, gdzie wymieniono tynki na cieńsze, rdzawoczerwoną. Na podstawie badań odtworzono też polichromię herbu miasta na wieży.

## Architektura i wyposażenie
Wrocławski ratusz jest budowlą gotycką.

### Opis ogólny
Współcześnie wrocławski ratusz stanowi w większości dwukondygnacyjny, podpiwniczony murowany z cegły i piaskowca budynek z przesklepionymi wnętrzami. Dwuspadowe dachy są kryte dachówką, a niektóre partie posiadają dachy hełmowe kryte blachą miedzianą. Ratusz jest trójtraktowy, zbudowany jest na planie wydłużonego w kierunku wschód-zachód prostokąta, z trzema różnego kształtu ryzalitami w partii południowej oraz aneksami szerokości jednego traktu w części północnej. Poprzecznie do zasadniczego podziału na traktu ratusz jest podzielony ścianami w kierunku północ-południe na trzy odcinki. Między aneksami od północy a sąsiadującą zabudową znajdują się dwa dziedzińce.

### Wieża ratuszowa
W północno-zachodnim narożu powstała w kilku etapach wieża o łącznej wysokości 66,0 m i wymiarach podstawy około 7,70 × 7,70 m. Kwadratowa część wieży ma 32,80 m wysokości, w dwóch ostatnich kondygnacjach (11,70 m wysokości) wieża przyjmuje rzut ośmioboku. Nad nimi znajduje się dwukondygnacyjny renesansowy dach hełmowy, w którym znajduje się taras widokowy, na który wyprowadza ośmiometrowa pionowa drabina. Taras nie jest udostępniony publicznie. Z tarasu tego hejnalista odgrywa Hejnał wrocławski.
W wieży znajduje się najstarszy w Polsce dzwon zegarowy z 1368. Napis na dzwonie głosi:
| A•Dom•M•CCC•LX•VIII•En•ego•cmpana•raro•pronuncio vana•nocte•dieque•moraque•per•me•provotatur•et•hora† |  | Roku Pańskiego 1368. Spójrz, ja dzwon rzadko dzwonię na próżno. W noc i za dnia ogłaszam czas i godzinę. |

Przyziemie wieży mieściło przez pewien czas celę więzienną o nazwie Pod Zielonym Dębem.

### Elewacje
Od północy ratusz przylega aneksami do sąsiadującej zabudowy ul. Sukiennice, tak że posiada obecnie trzy widoczne z zewnątrz elewacje. Ponadto istnieją dwa dziedzińce dostępne poprzez wnętrze budynku.

#### Elewacja wschodnia
Sugerująca symetrię budynku strona wschodnia ratusza stanowi główną elewację. Do poziomu gzymsu elewacja jest obecnie ceglana. Okna zasadniczego korpusu są na parterze prostokątne, z kamiennymi, płaskimi, niezdobionym ościeżami, osłonięte kratą, zaś na piętrze ostrołukowe, z maswerkiem. W trójosiowej przybudówce północnej okna są ostrołukowe, rozglifione. Na piętrze znajduje się wykusz kaplicy.
Elewację wieńczą trzy szczyty, z czego środkowy znajduje się nad traktem północnym i środkowym, zaś boczne – nad traktem południowym i przybudówką północną. Bogato zdobiony ceramicznym ornamentem i otynkowany szczyt środkowy był niegdyś również polichromowany. Krawędź szczytu zwieńczona jest sterczynami, zrekonstruowanymi przez Lüdeckego. Boczne szczyty są ceramiczne, schodkowe, z prostokątnymi blendami.
Wejście od strony wschodniej poprzedzone jest podestem. Nad drzwiami znajduje się tympanon z płaskorzeźbionymi elementami herbu Wrocławia (lew, orzeł, św. Jan Ewangelista).
Gzyms główny przerwany jest przez tarczę zegara z 1580.

##### Symbole władzy miejskiej
Balustrady schodów wejścia wschodniego zakończone są płaskorzeźbionymi płytami z alegorycznym przedstawieniem symboli władzy miejskiej.
Znajdująca się po lewej stronie płyta przedstawia w niszy zwieńczonej łukiem w ośli grzbiet postać pachołka z sakiewką i zwojem pisma w ręku. Wokół niszy znajduje się podpis:
| Ich bin ein foytknecht wer nicht recht tut den fur ich vor recht |  | Jestem pachołkiem wójta. Kto czyni bezprawie, tego prowadzę przed oblicze prawa. |

Zapewne starsza płyta po prawej stronie (obecnie kopia, oryginał znajduje się w Sali Wielkiej Ratusza) przedstawia w ostrołukowej niszy rycerza w zbroi z mieczem i włócznią z podpisem:
| Ich bin des foyts gewapnet man wer (mich anfaßt) der muß ein swert han |  | Jestem zbrojnym człowiekiem wójta. Kto (mnie dotyka), musi mieć miecz |

Interpretacja tekstu nastręcza trudności. Rada miejska sprawująca obowiązki wójta nie mogła zatrudniać rycerzy, tekst należy zatem rozumieć w przenośnym sensie. Relief przypomina zatem postacie Rolandów znane z wielu miast niemieckich (np. Bremy).

#### Elewacja południowa
Południowa elewacja ma kompozycję w przybliżeniu symetryczną. Z tej strony budynku znajdują się trzy ryzality, jeden w centrum elewacji, zaś dwa na jej krańcach. Na zachód od centralnego ryzalitu znajdują się trzy osie okienne, zaś na wschód cztery. W odległości dwu osi okiennych od środkowego wykusza następują po obu jego stronach lizeny.
Elewacja południowa jest otynkowana, po ostatnim remoncie malowana na rdzawoczerwono. Narożniki podkreślone są kamiennymi ciosami. Prostokątne okna mają proste laskowanie, a na piętrze ozdobione są naczółkami.
W kondygnacji piętra ryzalitów znajdują się wykusze, bogato zdobione późnogotycką kamieniarką. Największy ryzalit południowo-wschodni jest najdalej na wschód wysuniętą częścią ratusza, podczas gdy ryzalit południowo-zachodni zlicowany jest z zachodnią elewacją. Środkowy ryzalit jest z kolei najbardziej ozdobny, jego górna kondygnacja jest pokryta ze wszystkich stron ornamentem. Ryzality nakryte są miedzianymi (niegdyś ołowianymi) ostrosłupowymi hełmami o niespotykanych poza tym we Wrocławiu formach, przy czym w przypadku ryzalitu południowo-wschodniego dotyczy to jego wschodniej części; zachodnia część, mieszcząca Izbę Wójta, zwieńczona jest zwróconym na południe szczytem.
Przedstawienia figuralne na elewacji ratusza pochodzą z XIX i XXI w., stanowiąc uzupełnienie pierwotnej koncepcji.

#### Elewacja zachodnia
Obecnie używane wejście mieści się od strony zachodniej i prowadzi przez barokowy portal. Zachodnia elewacja jest najskromniejsza i stanowi niemal całkowicie ceglaną powierzchnię. Dwa szczyty, znajdujące się na zakończeniu traktu południowego i środkowego, posiadają formy łączące późny gotyk z motywem renesansowym (jaskółczy ogon), pochodzą jednak z powojennej restauracji. Trakt południowy zakończony jest stosunkowo skromnym wykuszem renesansowym z 1548.

### Wnętrza

#### Piwnice
W podziemiach ratusza znajdowała się od 1332, a na pewno od 1387 pijalnia piwa, zwana Piwnicą Świdnicką, która działa do dziś.
Wejście do Piwnicy Świdnickiej znajduje się w ryzalicie środkowym. Piwnica składa się z wielu połączonych ze sobą pomieszczeń, sklepionych w zasadzie kolebkowo, a częściowo krzyżowo oraz krzyżowo-żebrowo.

#### Suterena
W przybudówce północnej, pod Izbą Rady, znajduje się niski parter lub suterena. Niegdyś znajdowały się tutaj cele więzienne, dostępne z prowadzącego na dziedziniec przejścia. Cele te nosiły następujące nazwy:
- Bocianie gniazdo
- Zimna kuchnia
- Pusta sakiewka
- Czyżykowy chłop
- Strzeż się
- Cierpliwy Hiob

#### Parter
Na parterze znajdują się następujące pomieszczenia:
- Izba Rady – w północnej przybudówce, aż do 1808 odbywały się tu posiedzenia rady miejskiej. Ściany obłożone są intarsjowanymi płytami z roku 1563.
- Kancelaria Rady
- Sala Sądowa
- Sala Mieszczańska – dwutraktowa, nakryta sklepieniami kolebkowymi z lunetami. Obecnie mieści Galerię Sławnych Wrocławian
- Izba Wójtowska
- Kancelaria Wójtowska
- mniejsze pomieszczenia w trakcie południowym i ryzalitach

##### Galeria Sławnych Wrocławian
W Sali Mieszczańskiej prezentowana jest Galeria Sławnych Wrocławian, stanowiąca zbiór popiersi marmurowych postaci związanych z Wrocławiem. Galeria powstała z inicjatywy Macieja Łagiewskiego, dyrektora Muzeum Miejskiego i została zainaugurowana 24 maja 1997 jako zbiór 7 popiersi. Do 2019 przybyły stopniowo dalsze podobizny, tak że obecnie jest ich przeszło 30.
Początkowo na Galerię składały się następujące popiersia:
- Max Born (1882-1970)
- Gerhart Hauptmann (1862-1946)
- Karl von Holtei (1798-1880)
- Ferdinand Lassalle (1825-1864)
- Adolph von Menzel (1815-1905)
- Jan Mikulicz-Radecki (1850-1905)
- Edyta Stein (1891-1942)

Później dodane podobizny:
- Jadwiga Śląska (ok. 1178-1243)
- Henryk I Brodaty (ok. 1168-1238)
- Carl Gotthard Langhans (1732-1808)
- August Borsig (1804-1854)
- Adolf Anderssen (1818-1879)
- Albert Neisser (1855-1916)
- Fritz Haber (1898-1934)
- Theodor von Gosen (1873-1943)
- Ludwik Hirszfeld (1884-1954)
- Eugeniusz Geppert (1890-1979)
- Wanda Rutkiewicz (1943-1992)
- Wiktor Bross (1903-1994)
- Alfred Jahn (1915-1999)
- Karl Lüdecke (1826-1894)
- Eugen Spiro (1874-1972)
- Henryk Tomaszewski (1919-2001)

- Błogosławiony Czesław (?–1242)

- Eugeniusz Get Stankiewicz (1942–2011)
- Tadeusz Różewicz (1921–2014)
- Hugo Dyonizy Steihaus (1887–1972)
- Karl Heinrich Bauer (1890–1978)
- Dietrich Bonhoeffer (1906–1945)
- Joseph von Eichendorff (1788–1857)
- Christian Wolff (1679–1754)
- Friedrich Bergius (1884–1946)

#### Piętro
Na piętrze znajdują się następujące pomieszczenia:
- Izba Ławy
- Kancelaria Ławy z renesansowym wykuszem wychodzącym na dziedziniec
- Sala Książęca – niegdyś kaplica nosząca wezwanie św. Jana Chrzciciela i św. Jana Ewangelisty. Na ołtarzu znajdowała się niegdyś herma z relikwiami św. Doroty[17]. Przed każdym posiedzeniem rady rajcy słuchali tutaj mszy. Po nastaniu reformacji zwyczaj ten zarzucono, zaś od 1660 w sali odbywano rady książęce, stąd dzisiejsza nazwa.
- Sala Wielka (niem. Remter, tj. jadalnia, sala konferencyjna) – największe pomieszczenie ratusza (26,60 × 20,80 m), zajmujące w centralnej części wszystkie trzy trakty, służące niegdyś na różnego rodzaju uroczystości. W przestrzeni środkowego ryzalitu znajduje się wnęka o poziomie podłogi uniesionym o kilka stopni, oddzielona maswerkową przegrodą. Wielka Sala posiada sklepienia sieciowe, a w zachodnich aneksach - gwiaździste[18].
- Skarbiec (niem. Rentkammer) – dawniej zbierano w tym pomieszczeniu pieniądze z podatków.
- Izba Seniora Rady – ze sklepieniem gwiaździstym z 1484-1485[19].

#### I piętro
- Sala Wielka
- Sala Książęca
- Izba Seniora Rady
- Skarbiec
- Izba Ławników
- Kancelaria Ławy

#### Główna klatka schodowa
Od północy znajduje się powstała w czasie przebudowy K. Lüdeckego trójbiegowa klatka schodowa łącząca parter z piętrem.